# Incident de la mer Noire de 1988

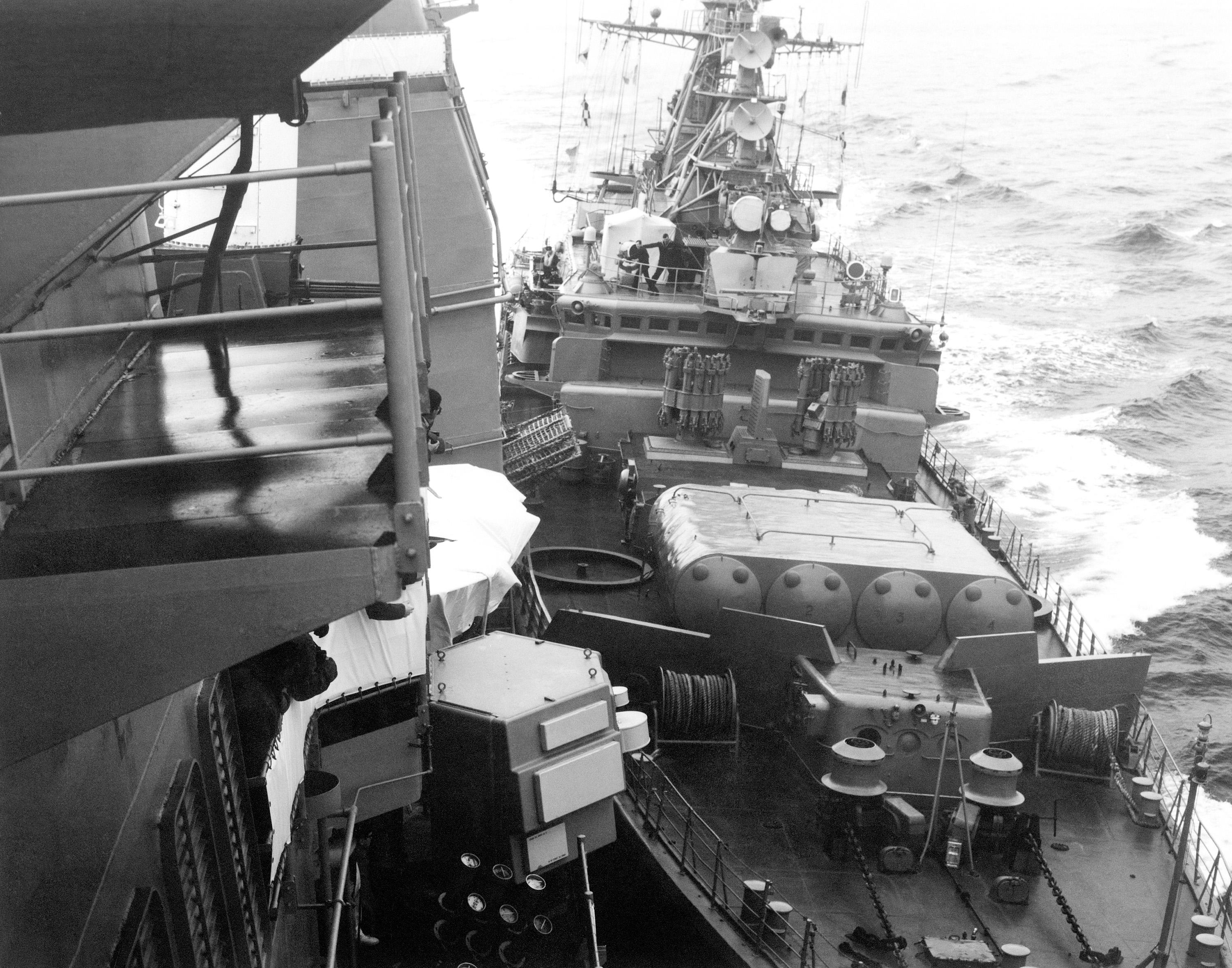
Frégate soviétique Bezzavetny (à droite) entrant en collision volontaire avec l'.

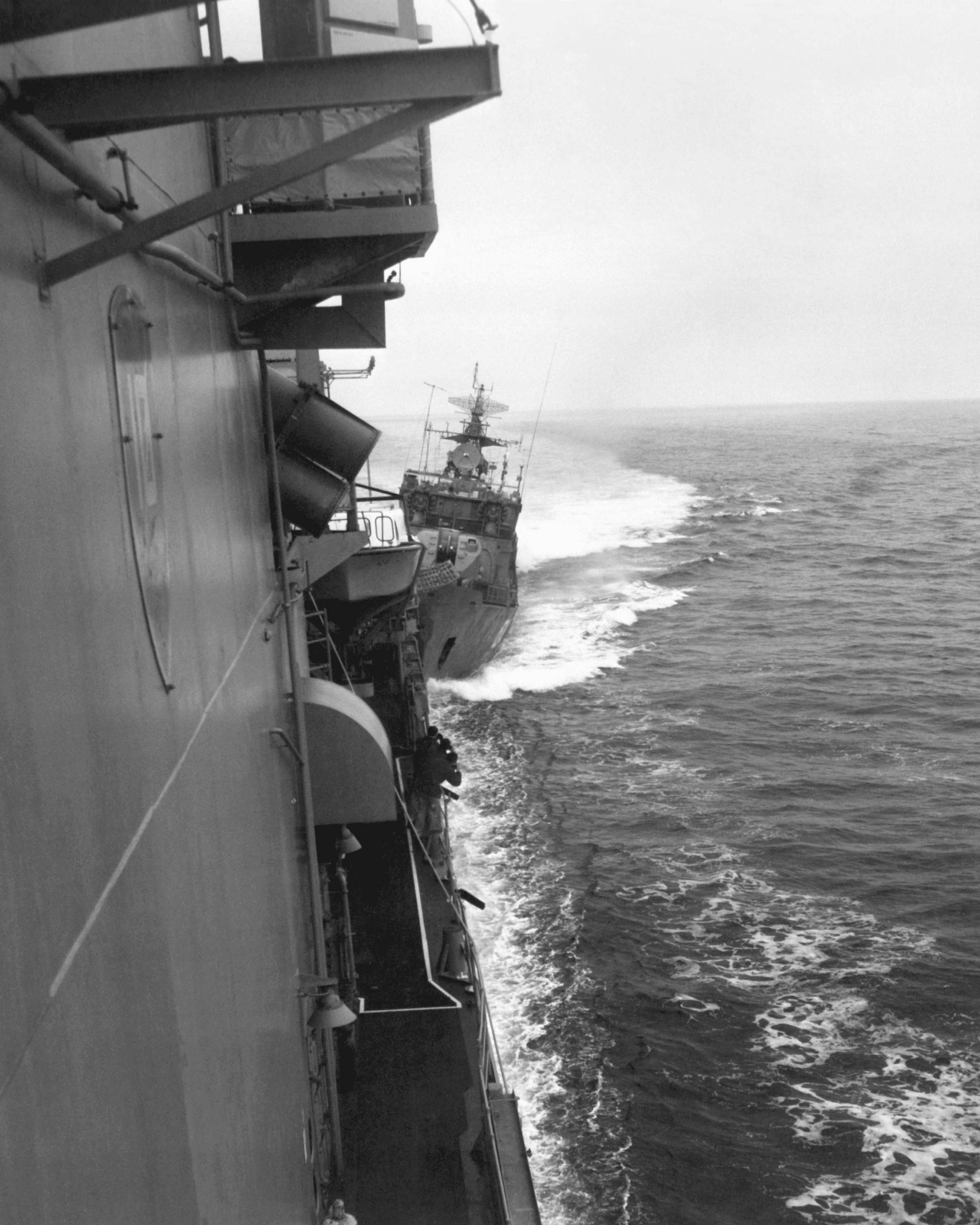
Frégate soviétique SKR-6 (à droite) entrant en collision volontaire avec l'USS Caron.

Ne doit pas être confondu avec Incident de la mer Noire de 1986.
L'incident de la mer Noire de 1988 est une collision volontaire d'un navire soviétique contre un navire de la marine américaine s'étant aventuré dans les eaux territoriales soviétiques dans la mer Noire.

## Description
À la suite d'une tentative d'intrusion dans les eaux territoriales soviétiques en vertu du droit de passage inoffensif, la frégate soviétique Bezzavetny (FFG 811) de classe Krivak entre en collision avec le croiseur de classe Ticonderoga USS Yorktown afin de lui faire quitter la zone. La frégate soviétique SKR-6 de classe Mirka entre ensuite en collision volontaire avec l'USS Caron de classe Spruance pour le chasser également.